# Gaetano Previati
Gaetano Previati (31. srpna 1852, Ferrara – 21. června 1920, Lavagna) byl italský malíř, představitel divizionismu (italská varianta pointilismu) a symbolismu.

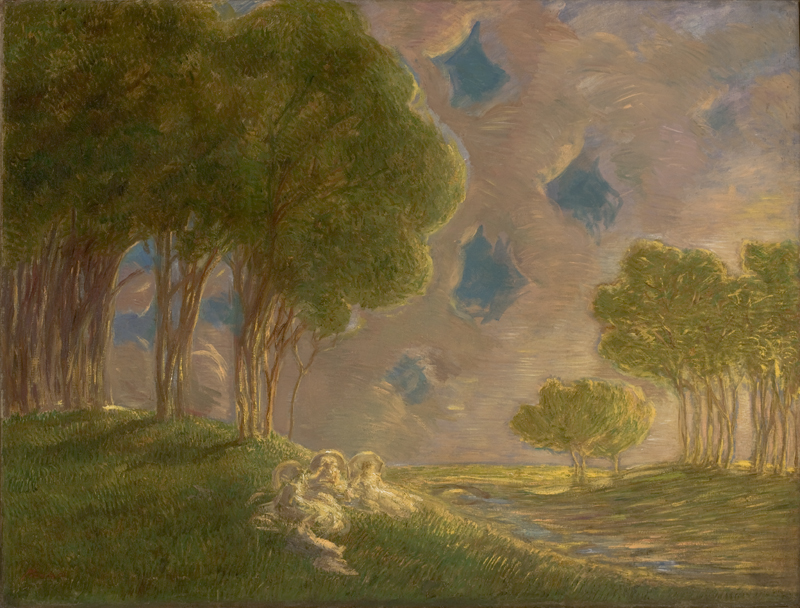
Gaetano Previati: Krajina

Narodil se v rodině pekaře a studoval dějiny umění v Miláně. Roku 1880 si poprvé otevřel ateliér a věnoval se především portrétní malbě. Později přešel k sakrálním tématům a na konci života maloval převážně zátiší a krajiny.